# Robert Eideman
Robert Eideman (en letton : Roberts Eidemanis, en russe : Роберт Петрович Эйдеман, Robert Petrovitch Eïdeman), né le 27 avril 1895 et mort le 12 juin 1937, est un politicien russe puis soviétique et commandant de l'Armée rouge. 

## Biographie
Il a participé à l'Assemblée constituante russe de 1918. Il est exécuté le 12 juin 1937 lors des Grandes Purges. Il fut réhabilité après la mort de Staline en 1957.

## Récompenses
- Ordre du Drapeau rouge (1920, 1922)
- Ordre de l'Étoile rouge

## Publications
- 1913 : Kalnaj-dsimt (Klanāj family)
- 1925 : Unstoppable March
- 1926 : Mead stories